# Заураловка
Заура́ловка (каз. Заураловка) — село у складі району Біржан-сала Акмолинської області Казахстану. Адміністративний центр Зауральського сільського округу.
Населення — 316 осіб (2021; 441 у 2009, 654 у 1999, 930 у 1989).
Національний склад станом на 1989 рік:
- росіяни — 33 %;
- українці — 27 %;
- казахи — 21 %.